# Jaime de Marichalar
Jaime de Marichalar y Sáenz de Tejada, pán z Tejady (* 7. dubna 1963, Pamplona) je bývalý manžel infantky Eleny, vévodkyně z Luga, nejstarší dcery krále Juana Carlose a královny Sofie Španělské.

## Osobní život
Jaime pochází z navarrsko-baskické karlistické aristokracie. Je třetím z pěti synů a jedné dcery Amalia de Marichalar y Bruguera, 8. hraběte z Ripaldy (13. května 1912, Madrid – 26. prosince 1979, Madrid) a jeho manželky Maríe de la Concepción Sáenz de Tejada y Fernández de Boadilla, paní z panství Tejada (3. ledna 1929, Logroño – 13. března 2014, Madrid), jejichž svatba se konala 25. července 1957 v Torrecilla en Cameros. Studoval na jezuitských školách v Burgosu, San Estanislao de Kostka v Madridu a Yago School v Dublinu v Irsku.
Na vysoké škole se zaměřil na ekonomii a specializoval se na obchodní administrativu a marketing, i když nikdy nezískal titul. V roce 1986 získal praktické pracovní zkušenosti v řadě finančních podniků v Paříži, kde žil jako svobodný a v prvních letech svého manželství.
Po několika letech práce v sektoru mezinárodních finančních trhů byl v lednu 1998 jmenován vrchním poradcem pro Crédit Suisse First Boston v Madridu. Je také poradcem Sociedad General Inmobiliaria. Byl předsedou Winterthur Foundation, která podporuje kulturní aktivity. Dne 21. listopadu 2008 odešel z funkce předsedy nadace AXA, bývalé Winterthur Foundation.
Od roku 1995 je členem Real Maestranza de Caballería de Sevilla (Královská jezdecká zbrojnice v Seville), šlechtického spolku založeného v roce 1670.
V roce 2001 utrpěl mrtvici a z velké části odešel z veřejného života.

## Manželství a děti
V roce 1987 se seznámil se svou budoucí manželkou infantkou Elenou Španělskou, když studovala francouzskou literaturu v Paříži, kde pracoval.
Dne 18. března 1995 se vzali v katedrále Panny Marie v Seville. Pár má dvě děti: Felipeho (* 17. července 1998) a Victorii (* 9. září 2000). Narodili se v Ruber International Hospital v Madridu. Pár žil zpočátku v Paříži a poté od roku 1998 v madridské čtvrti Salamanca.
Dne 13. listopadu 2007 bylo oznámeno, že se s manželkou rozešli. V listopadu 2009 španělská média oznámila, že Jaime de Marichalar a infantka Elena se rozvedou, nicméně tato fáma kolovala už rok před oznámením. Jejich rozvodové papíry byly podepsány 25. listopadu 2009. Pár se rozvedl v prosinci 2009. Dne 21. ledna 2010 byl rozvod zapsán do občanského rejstříku španělské královské rodiny. Dne 9. února 2010 bylo oficiálně oznámeno, že po rozvodu již nebude moci používat vévodský titul své bývalé manželky ani oslovení španělského granda a Excelence a že již nebude považován za oficiálního člena španělské královské rodiny.

## Tituly, vyznamenání a erb

### Tituly a oslovení
Od narození je pánem z Tejady, což je dědičný panský titul pocházející z 9. století. Dne 18. března 1995 se v katedrále v Seville oženil s infantkou Elenou de Borbón, nejstarší dcerou krále Juana Carlose I. Španělského. Po jejich sňatku byl jeho manželce královskou rodinou udělen titul vévodkyně z Luga a Jaime jako její choť získal predikát excelence a titul vévody z Luga. Dne 21. ledna 2010, po zapsání jejich rozvodu do občanského rejstříku královské rodiny, ztratil predikát excelence a titul i status člena španělské královské rodiny.
- 7. dubna 1963 – 18. března 1995: Don Jaime de Marichalar y Sáenz de Tejada
- 18. března 1995 – 21. ledna 2010: JE Don Jaime de Marichalar, vévoda z Luga[8]
- 21. ledna 2010[8] – dosud: Don Jaime de Marichalar y Sáenz de Tejada[8]

### Vyznamenání

#### Národní vyznamenání
- Rytíř Královské jezdecké zbrojnice v Seville (1995)

#### Foreign honours
- Rakousko: Čestný odznak Za zásluhy o Rakouskou republiku (4. června 1997)[11]
- Itálie: Rytíř velkokříže Řádu zásluh o Italskou republiku (27. června 1996)
- Jordánsko: Velkostuha Řádu nezávislosti[12]
- Lucembursko: Velkokříž Řádu dubové koruny
- Švédsko: Nositel medaile k 50. narozeninám krále Karla XVI. Gustava